# Список війн X століття
|  | Службовий список статей, створений для координації робіт з розвитку теми. Це попередження не встановлюється на інформаційні списки і глосарії. |

Нижче наведений список війн, що йшли (або почалися/закінчилися) в X столітті.

## 900—909
- Похід на Царгород (907)

## 910—919
- Битва при Ахелое (917)
- Битва при Катасирти (917)

## 920—929
- Битва при Пиге (922)
- Битва у Константинополя (922)

## 930—939
- Смута Дзьохей-Тенґьо (936–941)

## 940—949
- Похід на Царгород (941)
- Повстання древлян (945)

## 960—969
- Східний похід Святослава Ігоровича (965)
- Походи Святослава на Болгарію (967—971)
- Облога Києва (968)

## 970—979
- Битва при Аркадіополі (970)

- Чедяньська битва (972)

## 980—989
- Польський похід до Померелії (981)

- Червенські городи (981)

- Битва біля Траянових воріт (986)

- Корсунський похід Володимира Святославича (988)

## 990—999
- Перша корі-киданська війна (993)

- Битва при Фессалоніке (996)
- Битва при Сперхее (996)